# Campanha Zhejiang-Jiangxi
A Campanha Zhejiang-Jiangxi ou Campanha Chekiang-Kiangsi (japonês: 浙贛作戦, chinês simplificado: 浙赣战役, chinês tradicional: 浙赣戰役; pinyin: Zhè-Gàn Zhànyì), também conhecida como Operação Sei-go (japonês: せ号作戦), foi uma campanha do Exército Expedicionário da China do Exército Imperial Japonês sob o comando de Shunroku Hata e das forças chinesas da 3ª Área de Guerra sob o comando de Gu Zhutong nas províncias chinesas de Zhejiang e Jiangxi de meados de maio ao início de setembro de 1942.
As tropas japonesas usaram armas biológicas contra soldados e civis chineses. Os soldados japoneses também cometeram massacres durante a batalha, resultando em mais de 300.000 mortes de chineses. Shunroku Hata, o comandante das forças japonesas envolvidas no massacre de 250.000 civis chineses, foi condenado em 1948, em parte devido ao seu "fracasso em prevenir atrocidades". Ele foi condenado à prisão perpétua, mas foi libertado em liberdade condicional em 1954, depois de cumprir apenas seis anos.

## História

### Contexto
Em 18 de abril de 1942, os Estados Unidos lançaram o Doolittle Raid, um ataque de 16 bombardeiros B-25 Mitchell do porta-aviões USS Hornet em Tóquio, Nagoya e Yokohama. O plano original era que a aeronave bombardeasse o Japão e pousasse em campos de aviação em partes desocupadas da China. Como o ataque teve de ser lançado antes do planejado, todas as aeronaves, exceto uma (que, contra as ordens, foram desviadas para a União Soviética) ficaram sem combustível e caíram nas províncias chinesas de Zhejiang e Jiangxi ou nas ilhas offshore.
Sessenta e quatro aviadores americanos saltaram de pára-quedas na área ao redor de Zhejiang. A maioria recebeu abrigo de civis chineses, mas oito americanos foram capturados pelas tropas japonesas; três foram baleados após um julgamento encenado por "crimes contra a humanidade". 

### A Campanha
O Quartel-General Imperial estava ciente de possíveis ataques aéreos do território chinês ao Japão. Dois dias antes do ataque a Doolittle, o quartel-general estabeleceu um plano operacional com o objetivo de derrotar as forças chinesas e destruir bases aéreas. A operação começou em 15 de maio de 1942, com 40 batalhões de infantaria e 15-16 batalhões de artilharia do Exército Imperial Japonês. 
A força principal do regimento, Comandante Anan Weiji do 11º Exército, comandou 2 divisões e 4 destacamentos, avançando de leste a oeste de Hangzhou e Nanchang para atacar na direção de Shangrao, Jiangxi. Em 15 de maio, a força principal do 13º Exército japonês invadiu o oeste ao longo da ferrovia Zhejiang-Jiangxi e ambos os lados de Fenghua, Shangyu, Shaoxing, Xiaoshan e outras cidades de Zhejiang. Em 15 de agosto, o exército japonês recebeu ordem de recuar e o exército chinês os seguiu e perseguiu. No final de setembro, exceto Jinhua, Wuyi e a região nordeste, toda a ferrovia Zhejiang-Jiangxi havia sido recuperada. 
As tropas japonesas conduziram uma busca massiva por aviadores americanos e, no processo, cidades e vilarejos inteiros suspeitos de abrigar os americanos foram totalmente queimados e muitos civis executados.  Os japoneses também queriam ocupar a área para evitar que a força aérea americana usasse campos de aviação na China que pudessem colocar o continente japonês ao seu alcance.

## Consequências
Quando as tropas japonesas saíram das áreas de Zhejiang e Jiangxi em meados de Agosto, deixaram um rasto de devastação. Os japoneses executaram 250.000 civis por ajudarem os aviadores americanos a escapar.  O Exército Imperial Japonês também espalhou cólera, febre tifóide, pulgas infectadas com peste e patógenos de disenteria.  A Unidade de guerra biológica japonesa 731 trouxe quase 300 libras de paratifóide e antraz para serem deixados em alimentos contaminados e poços contaminados com a retirada do exército das áreas ao redor de Yushan, Kinhwa e Futsin.  Este ataque ocorreu em Jinhua em Zhejiang e os soldados japoneses avançaram inadvertidamente na área que espalharam com armas biológicas e foram infectados,      levando a mais de 1.700 mortes e 10.000 ficando doente.   
Shunroku Hata, o comandante das forças japonesas envolvidas no massacre de 250.000 civis chineses, foi condenado em 1948, em parte devido ao seu "fracasso em prevenir atrocidades". Ele foi condenado à prisão perpétua, mas foi libertado em liberdade condicional em 1954. 